# Morimus funereus
Morimus funereus là một loài bọ cánh cứng thuộc họ Cerambycidae. Nó được tìm thấy ở Bỉ, Cộng hòa Séc, Đức, Hungary, Moldova, România, Bulgaria, Serbia, Montenegro, Slovakia, và Ukraina.
Một số ý kiến cho rằng loài này nên được coi như là một phân loài của Morimus asper và đặt tên khoa học là Morimus asper funereus.

## Hình ảnh

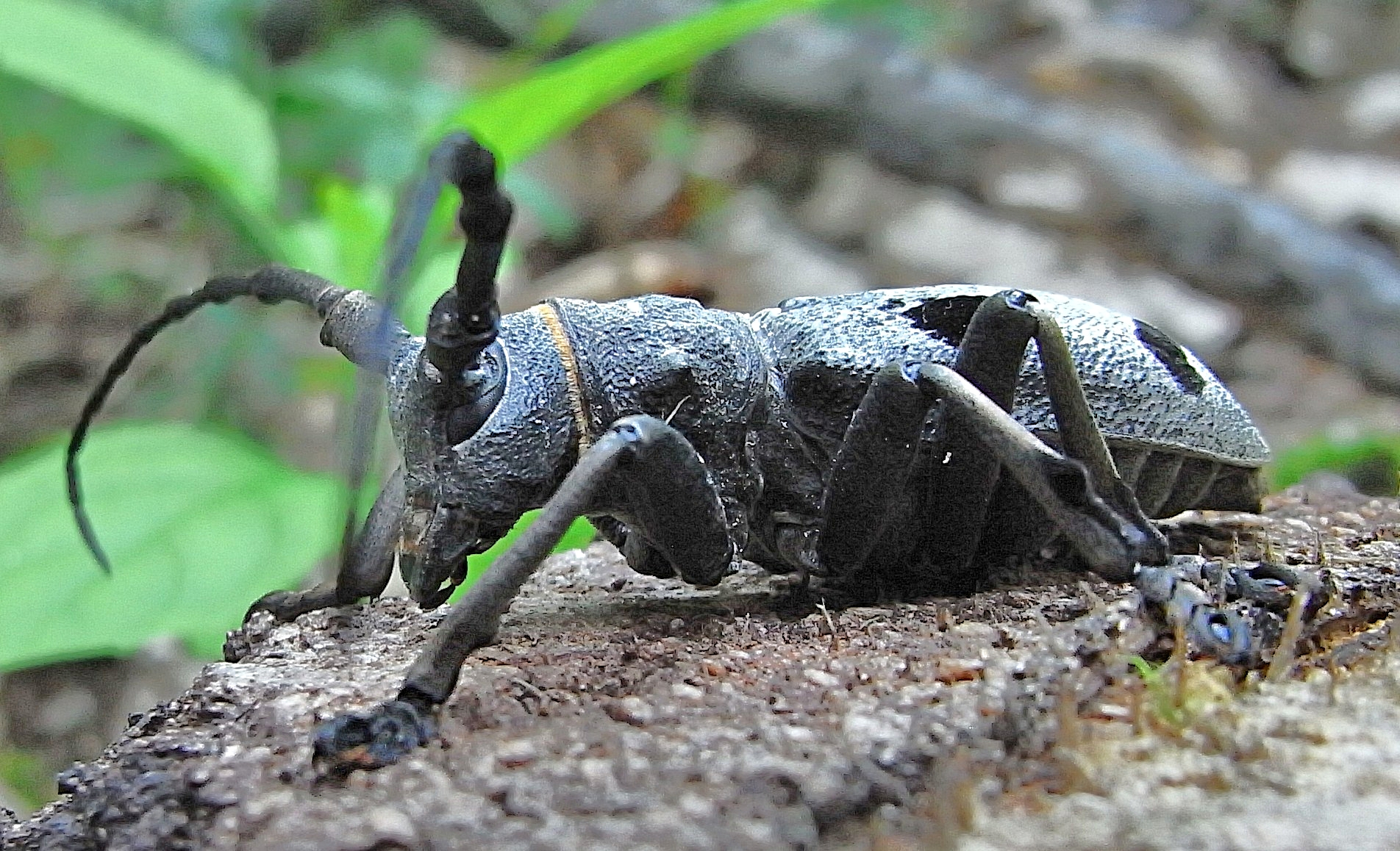
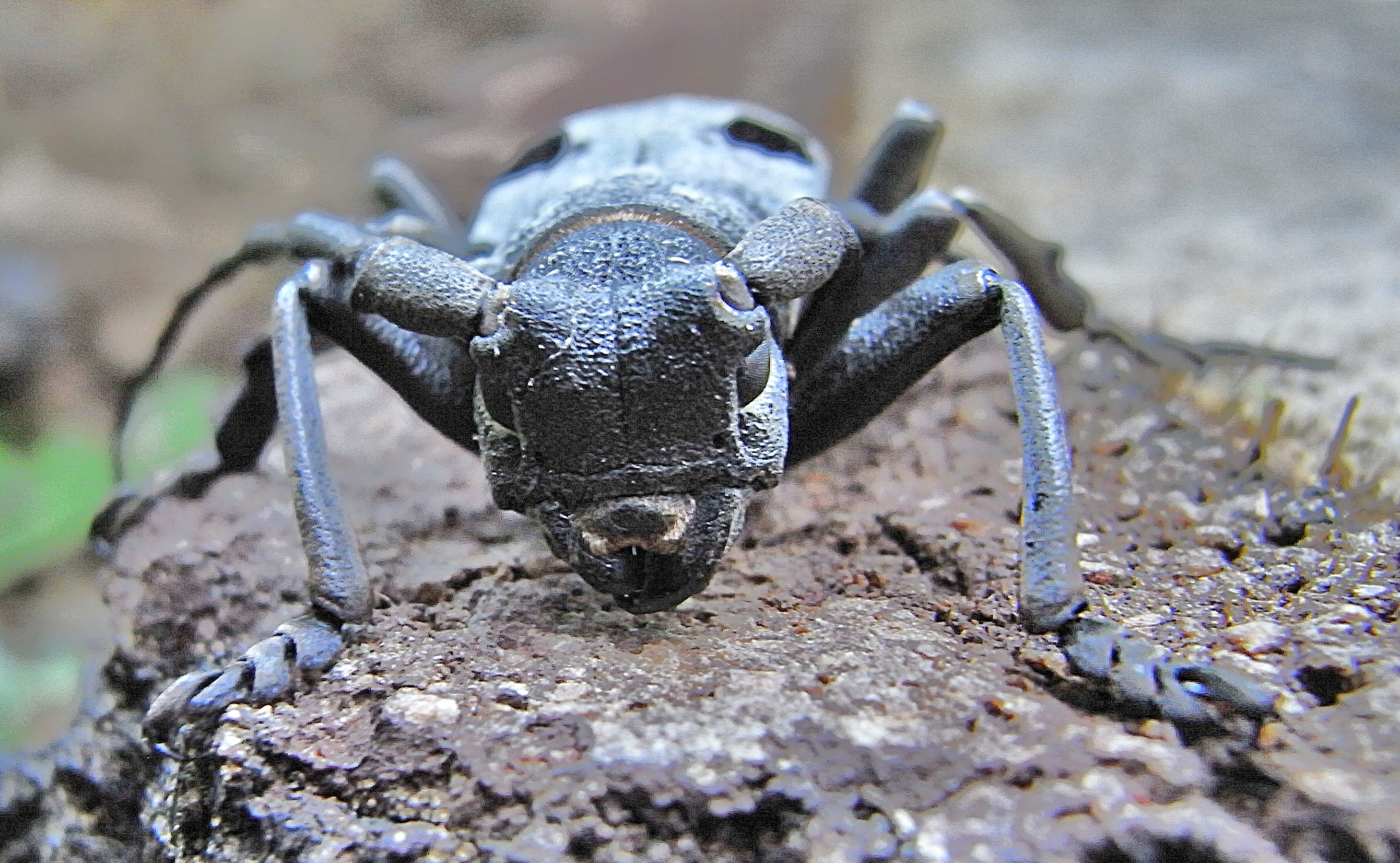
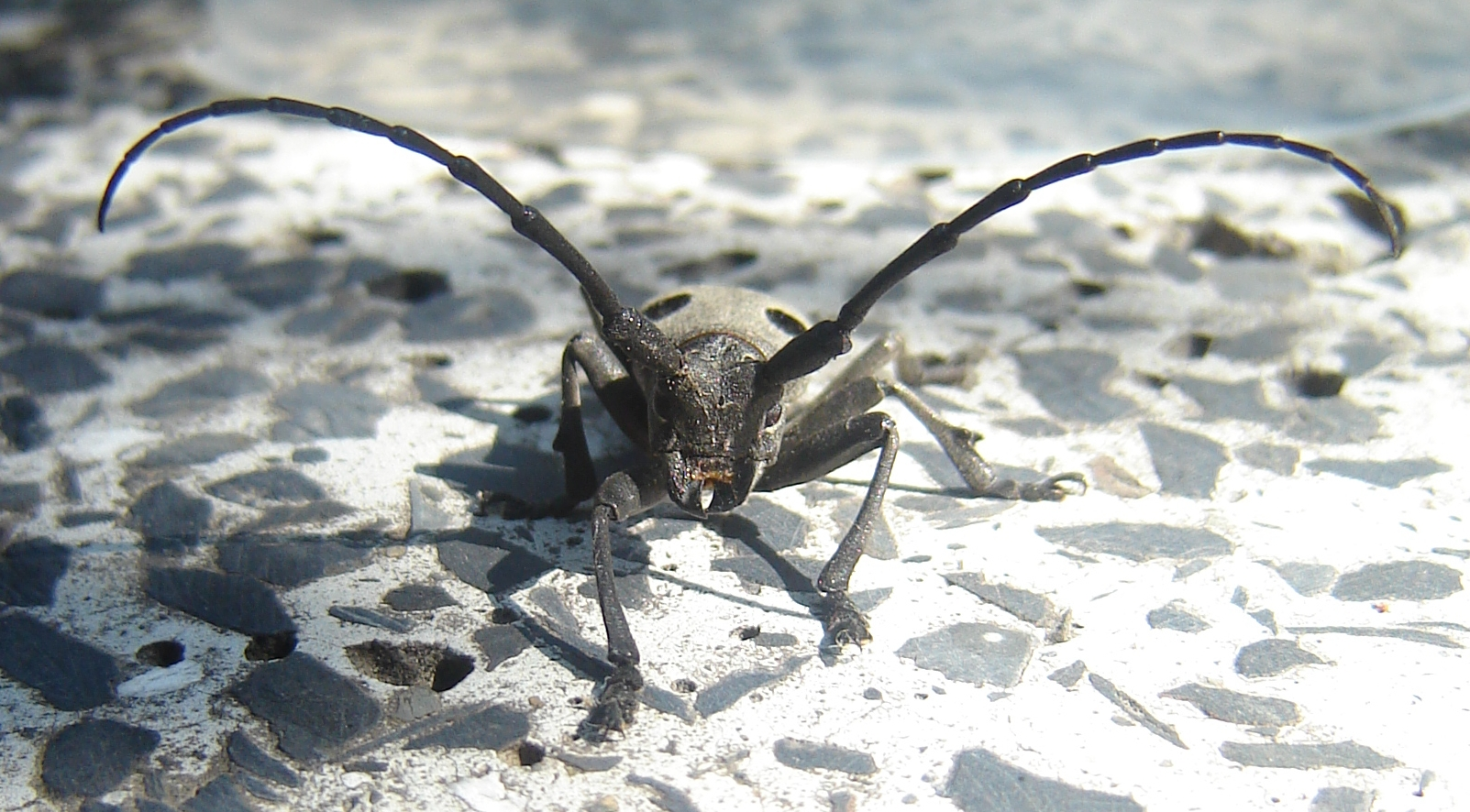
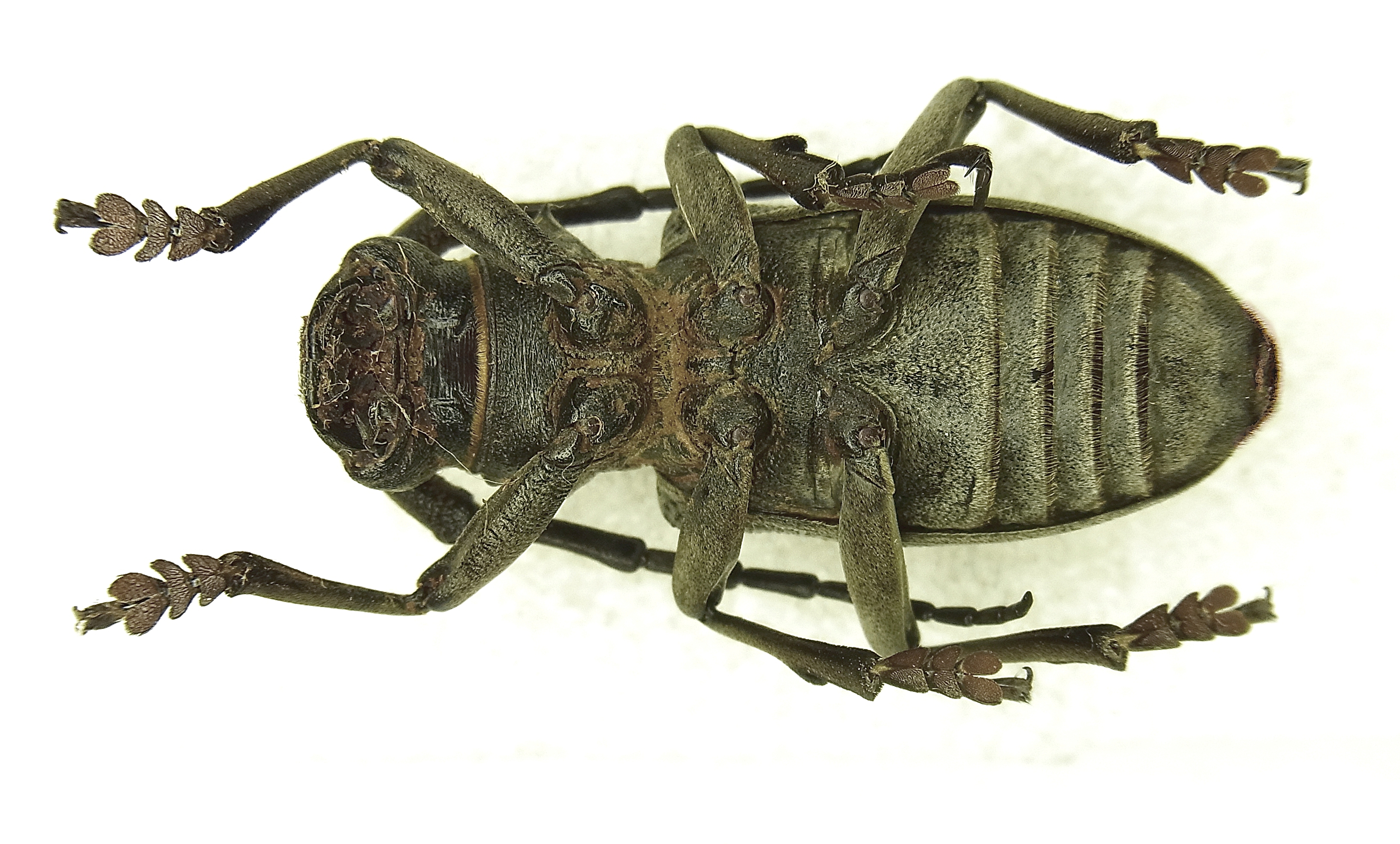